# Guerra franco-turca
La Guerra franco-turca (diciembre de 1918 - octubre de 1921), también llamada Campaña de la Cilicia (en francés: Campagne de Cilicie) y como Frente del Sur (en turco: Güney Cephesi) de la guerra de Independencia turca, fue una serie de conflictos militares entre Francia (Fuerzas Coloniales Francesas y la Legión Armenia Francesa) y las Fuerzas Nacionales Turcas (lideradas por el gobierno de la Gran Asamblea Nacional de Turquía, en Ankara después de abril de 1920) del 7 de diciembre de 1918 (toma francesa de Antioquía) al 20 de octubre de 1921. Una vez finalizada la Primera Guerra Mundial   en este frente, con el Armisticio de Mudros. El interés francés en la región vino del Acuerdo Sykes-Picot y del retorno de los refugiados armenios, expulsados durante el Genocidio armenio, a sus hogares.
Junto con las otras potencias aliadas, los franceses abandonaron el interés por la población armenia en favor de apoyar a Turquía como un estado-tapón frente al expansionismo Bolchevique.
Una vez firmado el acuerdo de paz, los franceses abandonaron İslahiye el 15 de noviembre, Gaziantep el 25 de diciembre de 1921, el 3 de enero Mersin, el 5 Adana y Tarso y por último el 7 de enero de 1922 Osmaniye.